# Richard Henyekane
Richard Henyekane (Kimberley, 28 settembre 1983 – Bethlehem, 7 aprile 2015) è stato un calciatore sudafricano, che giocava nel ruolo di attaccante. Militò nel Mamelodi Sundowns, nel Free State Stars Football Club e nella nazionale sudafricana.

## Biografia

### Morte
Morì in un incidente stradale avvenuto a Bethlehem, nella provincia di Free State, la mattina di martedì 7 aprile 2015 all'età di 31 anni.

## Carriera
Nella partita Powerlines-Mamelodi (0-24) del 4 marzo 2012, segnò cinque gol.

## Palmarès

### Club

#### Competizioni nazionali
- Campionato sudafricano: 1

Mamelodi Sundowns: 2013-2014